# Чишма-Уракаево
Чишма-Уракаево (баш. Шишмә-Ураҡай)  (Новосултангулово) деревня в Аскинском районе Республики Башкортостан Российской Федерации. Входит в состав  Арбашевского сельсовета.

## География

### Географическое положение
Расстояние до:
- районного центра (Аскино): 30 км,
- центра сельсовета (Арбашево): 5 км,
- ближайшей железнодорожной станции (Куеда): 136 км.

## История
Деревня известна как тептяро-мишарское поселение. Мишари были переселены из д. Явгильдино по договору башкир от 1782 г. Деревню основали тептяри. Это произошло в 1723 г. Текст договора о припуске был потерян. Поэтому башкиры, владельцы земли дали его тептярям второй раз. Вот его текст: «1753 года мая 14 дня мы, нижеподписавшиеся Сунларской волости башкирцы, в прошлых годах деды и отцы наши д. Уркеевой Урекею с товарыщи по договорному письму отдали во владению землю, которое письмо у них, урекеевцев, утратилось, почему мы Сунларской волости башкирцы для владения той старой землей и дали им вновь договорное письмо Гумеру Урекееву, Сеиту Хазину и всем оной деревни Урекеевой жителям а именно: первая межа от устья Явлыгаша, чтоб от старого хлебопахотного поля далее не выходить, откуда по оному Явлыгашу западною стороною итти до Курачевской дороги, А от оной по колку Етембуляку западную сторону отдали степь для кошения сена и рубки потребнаго леса, лисиц и горностаев и белок не ловить, бортевых деревьев не делать да по Учтарбаку западною стороною сена не косить. А в Учтарбах не входить и лубошок не рубить, подле Учтарбаку на степе сено косить и по вышедшему от Учтарбаку суходолу итти до колка, называемого Камчи Салган Буляка и во оном колке потребной лес рубить, а зверей не ловить, на степе сено косить, а потом до старого жилища деревни Кичеевой отдали ж сторону к колку по Арбашевской меже, где также бортовых деревьев не делать и зверей не ловить. В чем к сему договорному письму знающие писать руку, а не умеющие тамги свои приложили. Старшина Якуп Чинмурзин (подписался), сотник Девлетбай Авязбактин, Салим Бухаров, Сеит Тойгунов, Кубяк Тянгушев, Сайт Саларов. Свидетелями были д. Мрясимовой Абдрашитов, Балыкчинской волости Абдрахман Кашкин (все приложили тамги)».
В «Списке населенных мест по сведениям 1870 года», изданном в 1877 году, населённый пункт упомянут как деревня Чишмы (Урекеева, Новая Султангулова) 1-го стана Бирского уезда Уфимской губернии. Располагалась при ключе, слева от Кунгурского и Сибирского почтовых трактов, в 75 верстах от уездного города Бирска и в 25 верстах от становой квартиры в селе Аскине. В деревне, в 41 дворе жили 248 человек (131 мужчина и 117 женщин, тептяри, мещеряки), были мечеть, водяная мельница.
По сведениям переписи 1897 года, в деревне Чишма-Урекеева (Султангулова) Бирского уезда Уфимской губернии жили 537 человек (270 мужчин и 267 женщин), все мусульмане.

## Население
| 2002 | 2009 | 2010 |
| ---- | ---- | ---- |
| 370  | ↘294 | ↘245 |

Согласно переписи 2002 года, преобладающая национальность — татары (87 %).

## Религия
В деревне есть мечеть.